# Gai Juni Bubulc Brutus (cònsol 291 aC)
Gai Juni Brutus Bubulc (en llatí: Gaius Junius C. f. C. n. Brutus Bubulcus) va ser un magistrat romà. Formava part de la gens Júnia, de la branca dels Bubulc Brutus.
Va ser cònsol l'any 291 aC i novament el 277 aC. En aquest darrer any va tenir per col·lega Publi Corneli Rufí, i tots dos van anar al Sàmnium, on van patir una derrota a mans dels samnites que els van atacar a les muntanyes. Les pèrdues romanes van portar una forta discussió entre els dos cònsols, que es van separar. L'historiador medieval Joan Zonaràs diu que Bubulc es va quedar al Sàmnium mentre que Rufí se'n va anar a la Lucània i el Brútium; però, segons els fastos, va passar justament el contrari, atès que atribueixen el triomf sobre la Lucània i el Brútium a Juni.